# Лакі (вулкан)
Лакі (ісл. Lakagígar чи Кратери Лакі) — щитовий вулкан на півдні Ісландії, на південний захід від льодовика Ватнайокутль, біля містечка Кірк'юьаярклойстур.

## Загальні відомості

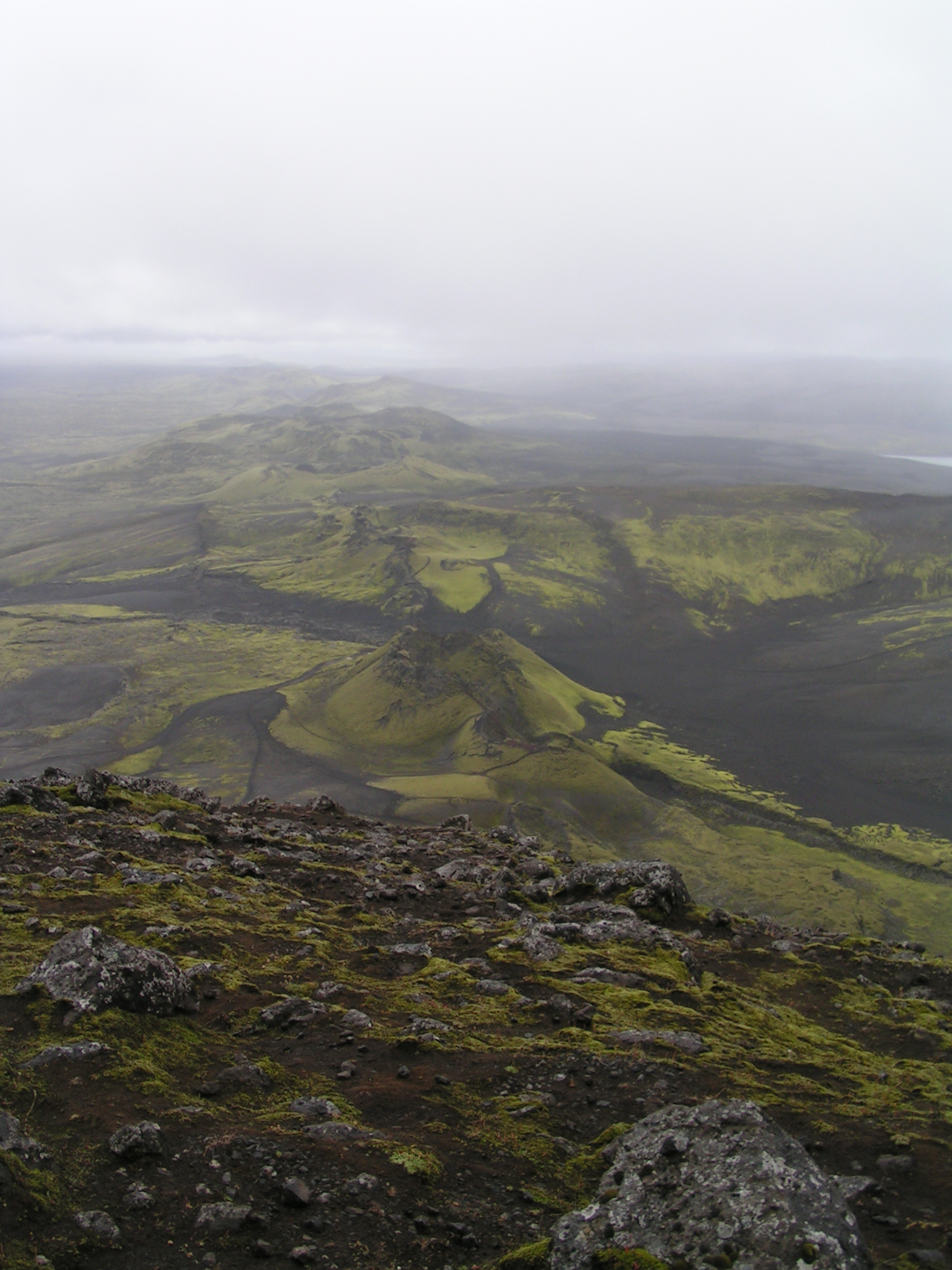
Вид на пасмо Лакі з повітря

Найвищий зі щитів сягає висоти 812 м н.р.м. Кратери утворюють гірське пасмо завдовжки 25 км. Належить до вулканічної системи Катла, до якого належить також і вулкан Елдґ'я, відомий через велике виверження 934 року.

### Виверження 1783-1784 рр.
Наприкінці XVIII століття тут відбулося найбільше у світі вулканічне виверження, будь-коли відоме в історії. Тодішній вибух мав характер щитового виверження і тривав від 8 червня 1783 до лютого 1784. Лава виходила зі системи щілин 130 кратерів, що простягаються з південного заходу на північний схід. Загалом на поверхню вилилося 14 км³ базальтової лави, яка розпливлася на площі 565 км². Це була найбільша кількість лави, що вийшла під час єдиного вибуху. Окрім того, в повітря було викинуто 12,3 км³ пірокластичного матеріалу.
Фонтани лави було видно здалека. Хмари вулканічного попелу й вулканічних газів, що засипали більшу частину Ісландії, сягнули континентальної частини Європи. Вони також були причиною зниження середньої температури повітря в північній півкулі майже на 1°C.
Виверження Лакі було найбільшою катастрофою за часів заселення Ісландії. Внаслідок вибуху, що призвів до смерті худоби, виник голод, під час якого померло близько 10 тисяч осіб, тобто 1/5-1/4 населення країни.
За різними оцінками, в атмосферу було викинуто 122 Тґ (120 мільйонів тонн) сірчаного окису (діоксиду), що втричі перевищує загальні річні промислові викиди Європи у 2006 році. Цей викид діоксиду сірки призвів до надзвичайних погодних умов — важкий сірчаний туман розлігся над Західною Європою, спричиняючи багато тисяч смертей у 1783 і взимку 1784 рр.